# Казал деј Венти (Рим)
Казал деј Венти је насеље у Италији у округу Рим, региону Лацио.
Према процени из 2011. у насељу је живело 56 становника. Насеље се налази на надморској висини од 33 м.